# Niederoderbruch
Das Naturschutzgebiet Niederoderbruch liegt auf dem Gebiet der Landkreise Barnim und Märkisch-Oderland in Brandenburg.
Das Gebiet mit der Kenn-Nummer 1076 wurde mit Verordnung vom 1. Oktober 1990 unter Naturschutz gestellt. Das 863 ha große Naturschutzgebiet, durch das die Alte Finow Oderberg fließt, erstreckt sich westlich der Kernstadt von Oderberg entlang der nördlich fließenden Oderberger Gewässer. Westlich und nördlich verläuft die Landesstraße L 29 und östlich die B 158. Südlich und östlich fließt die Wriezer Alte Oder.

## Bedeutung
Das Gebiet wird zur Erhaltung von Lebensstätten bedrohter Tier- und Pflanzenarten der vielfältig mit unterschiedlichen Landschaftselementen ausgestatteten Niedermoorgebiete des Urstromtals geschützt.